# Homalorhagida
Homalorhagida là một bộ hoặc lớp của ngành Kinorhyncha.

## Họ
- Neocentrophyidae Higgins, 1969[3]
- Pycnophyidae Zelinka, 1896[1]